# Lillydale Lake
Der Lillydale Lake ist ein künstlicher See im Süden des australischen Bundesstaates Victoria.
Er liegt in der Nähe der Stadt Lilydale, einer der östlichen Vororte von Melbourne und wird von Olinda Creek durchflossen. Neben dem See wurden in dem umgebenden Park mit 100 Hektar Fläche auch noch Feuchtgebiete angelegt. Der Park bietet etliche Möglichkeiten für den Freizeitsport.
Der See bedeckt eine Fläche von 28 Hektar und besitzt eine 440 Meter lange Staumauer. Es gibt im Park über zehn Kilometer kombinierte Fuß- und Radwege, einen Gemeinschaftsraum und Treffpunkte, sowie einen "Monster"-Spielplatz, Toiletten, Grill- und Picknickplätze. Ein Slipway ermöglicht die Benutzung von Booten ohne Motor. Es gibt auch zwei Gebiete, in denen man Hunde ohne Leine laufen lassen kann.

## Geschichte
Teile der Stadt Lilydale liegen sehr tief und waren stets in Gefahr, vom Olinda Creek überflutet zu werden.
1853 sah der Verwalter James Blackburn dort eine Möglichkeit zur Sammlung von Trinkwasser für die Versorgung von Melbourne, aber dann wurde stattdessen das Yan Yean Reservoir gebaut.
1969 schlug das Stadtparlament einen 65 Hektar großen Park vor und es gab auch eine Reihe weiterer Vorschläge, aber wegen Geldmangels wurde keiner davon realisiert. Nach der Flutkatastrophe im September 1984 schlug man den Bau des Sees zur Rückhaltung von Regenwasser und als Freizeiteinrichtung vor. Der Bau begann 1988 und im Juni 1990 war die Anlage fertig. Am 7. Juli 1990 wurde sie offiziell eröffnet.
Die Bewohner des Gebietes nutzen den Park, um sich durch Wandern, Laufen oder Radfahren fit zu halten.

### Lilydale oder Lillydale?
Vor der Zusammenlegung verschiedener Gemeinden zum Yarra Ranges Shire 1994 wurde die Vorstadt Lilydale (mit einem L) dem Lillydale Shire (mit zwei L) zugeordnet. Man nimmt an, dass die Schreibweise „Lillydale“ bei der Einrichtung des Shire 1872 schlicht ein Schreibfehler war, der nie korrigiert wurde und heute noch für alles verwendet wird, das mit dem Lillydale Shire zu tun hat, somit auch für den Lillydale Lake und das Museum of Lillydale. Alles, was mit der Stadt Lilydale zu tun hat, wird weiterhin mit einem L geschrieben.